# گورستان توکل ۱
قبرستان توکل ۱ مربوط به سده‌های متاخر دوران‌های تاریخی پس از اسلام است و در شهرستان نیکشهر، بخش قصر قند، دهستان ساربوگ، ۱ کیلومتری جنوب روسای توکل واقع شده و این اثر در تاریخ ۲۶ اسفند ۱۳۸۷ با شمارهٔ ثبت ۲۵۹۲۵ به‌عنوان یکی از آثار ملی ایران به ثبت رسیده است.